# Blatňák tmavý
Blatňák tmavý (Umbra krameri) je sladkovodní ryba drobných rozměrů. 

## Popis
Jedná se o menšího zástupce paprskoploutvých ryb, který dosahuje délky nanejvýš 13 cm. Přičemž samci dorůstají menších rozměrů (okolo 8,5 cm) a samice naopak větších (až k těm 13 cm). Jedná se o poměrně krátkověký druh, dožívající se pouze 3-4 let. Tělo bilaterálně zploštělé. Pro blatňáka tmavého je typické tmavší skvrnité zbarvení se světle hnědými odstíny v abdominální části těla a naopak tmavými hnědými odstíny s nádechem do červena až oranžova v laterálních a dorsálních částech těla. U blatňáků tmavých nalezneme leptoidní (cykloidní) typ šupin. Jsou tenké, hladké, kruhovitého až eliptického tvaru a jejich částečné překrývání se poskytuje povrchu těla kromě ochrany i poměrně dobrou flexibilitu. Blatňák tmavý nemá plně vyvinutou postranní čáru. V biotopech, které tento druh obývá, není mechanorecepce natolik potřebná, neboť změny tlaku a proudění vody nejsou příliš markantní. Proto během evoluce došlo k její postupné redukci. Její pozůstatek je však pozorovatelný jako souvislý pás světlých šupin po obou stranách těla.
Lebka je kinetická (pohyblivá). Horní čelist (maxila) není pevně přirostlá k mozkovně a z hlediska připojení čelisti k lebce tedy hovoříme o hyostylní lebce. Podle šířky přepážky mezi očnicemi se jedná o lebku tropibazickou, úzkou a vysokou s užší přepážkou mezi očnicemi. Obratle jsou amficelní (bikonkávní).
Blatňák tmavý má 2 párové ploutve - prsní ploutve (pinnae pectorales) a břišní ploutve (pinnae ventrales) a 3 nepárové - poměrně vysokou a kaudálně posunutou hřbetní ploutev (pinna dorsalis), složenou z 15-16 ploutevních paprsků, ocasní ploutev (pinna caudalis) a řitní ploutev (pinna analis). Ocasní ploutev je homocerkní s charakteristickým zaokrouhlením. Končetina je typu ichtyopterygium. 

## Ekologie
Blatňák tmavý se vyskytuje v převážně klidných až zcela stojatých vodách. Preferuje vody zarostlé vodním rostlinstvem, jako např. zavlažovací kanály, tůně a stará ramena řek. Dovede přežít ve vodách s výrazně sníženým obsahem kyslíku, na rozdíl od druhů méně tolerantních k nízkému obsahu kyslíku ve vodě, jako jsou například okouni (Perca) nebo štiky (Esox). 

## Výskyt
Blatňáky tmavé najdeme ve slepých ramenech Dunaje od Vídně až po ústí, v dolním toku Dněstru a Prutu a v Blatenském a Neziderském jezeře. Odhaduje se, že v posledních 10 letech populace tohoto druhu byly redukovány o 30 % v rámci původního areálu výskytu a jedná se o velmi vzácný druh.
V České republice a Slovenské republice žije kromě samotného druhu blatňáka tmavého (Umbra krameri) i jeho poddruh, Umbra krameri krameri. V Česku se blatňák tmavý vyskytuje v oblasti jihovýchodní Moravy, historicky v dolních úsecích povodí řeky Moravy. Jedná se tedy o náš původní, nikoli introdukovaný druh ryby. V současnosti je podle Červeného seznamu Agentury ochrany přírody a krajiny ČR (AOPK ČR) považován za kriticky ohrožený druh a je zahrnutý do příloh směrnice o ochraně přírodních stanovišť, volně žijících živočichů a planě rostoucích rostlin v rámci soustavy Natura 2000. 

## Potrava
Mezi typické složky potravy patří drobní planktonní korýši, larvy hmyzu a benthičtí bezobratlí živočichové.